# Baschlik

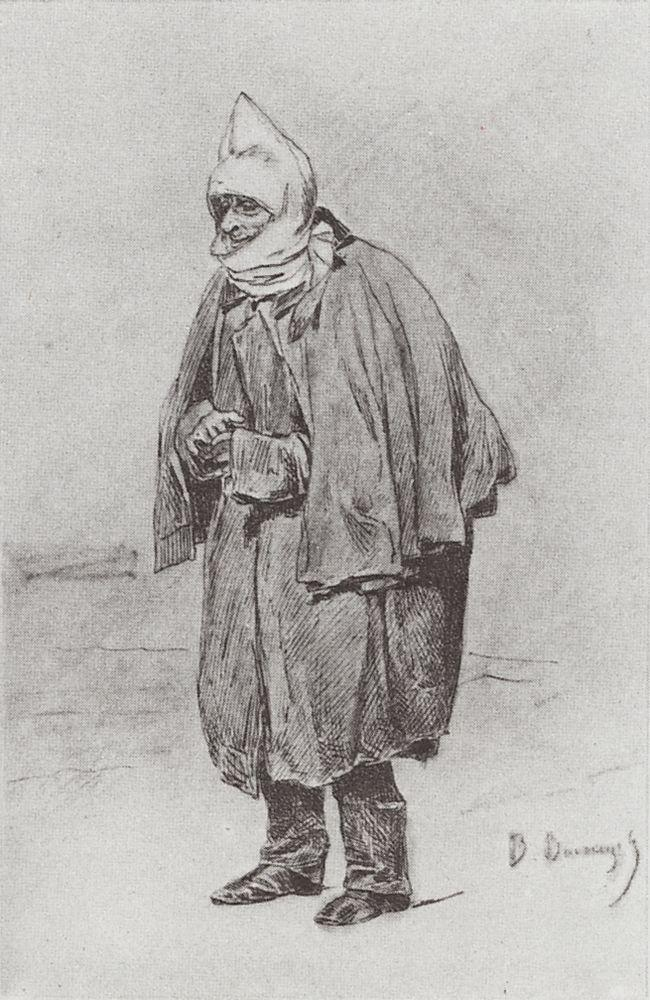
Mann mit Baschlik, Zeichnung von Wiktor Michailowitsch Wasnezow, 1871

Der Baschlik (von türkisch baş „Kopf“) ist eine kapuzenartige Haube mit zwei langen Zipfeln, die wie ein Schal um den Hals geschlungen werden können. Die Völker des Kaukasus, besonders Nordkaukasiens, und einige Reitervölker des nördlich angrenzenden eurasischen Steppengürtels, z. B. die Nogaier, trugen ihn als Kälte- und Sturmschutz traditionell über dem Helm oder über der Papacha. Er besteht meist aus Wolle, seltener aus Baumwolle oder aus nach innen gedrehtem Schaffell und ist an der Außenseite gelegentlich verziert.

## Geschichte

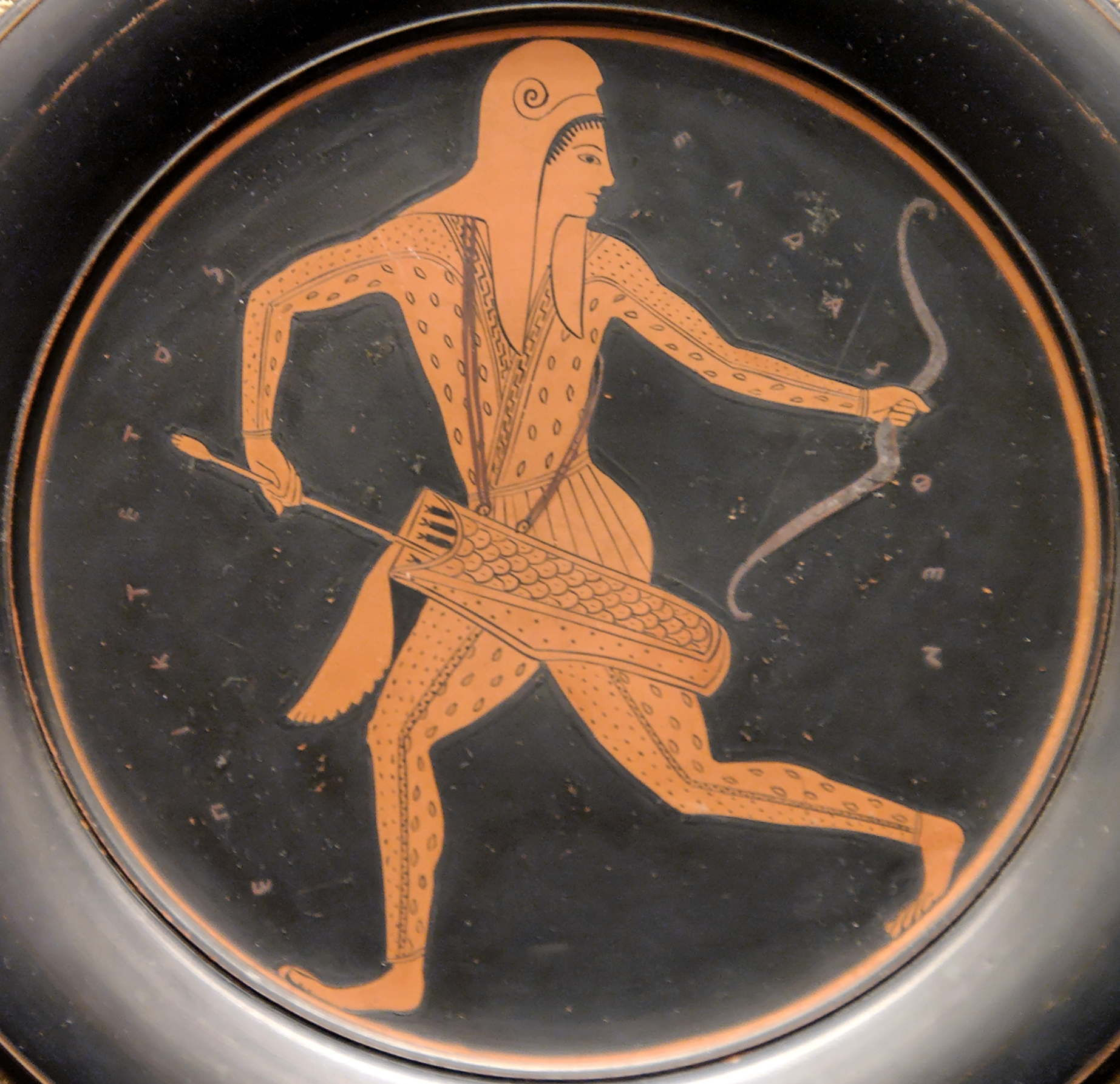
Griechische Darstellung eines Skythen mit skythischer Mütze um 500 v. Chr.

Die Ursprünge dieser Kopfbedeckung lassen sich eventuell bis zu den ältesten Reiternomadenvölkern in der Antike zurückverfolgen. Die Skythen werden in antiken Darstellungen häufig mit Hauben dargestellt, die man damals als Phrygische Mütze bezeichnete. Auch antike Perser und der Gott Mithras wurden oft mit dieser Mütze dargestellt. Im Unterschied zu den Phrygern (deren Hauben oft nicht aus Wolle waren) waren bei den Skythen die langen Zipfel schon weit verbreitet. Die den Skythen verwandten mittelasiatischen Saken verwendeten ähnliche, meistens aber sehr viel höhere Hauben, wie antike Darstellungen und archäologische Funde belegen. Aufgrund der in einigen Epochen sehr schlechten Beleglage zum südrussisch-kaukasischen Gebiet kann eine lückenlose Kontinuität von der skythischen Mütze zum Baschlik nicht mit Sicherheit bewiesen werden, die Achämeniden-Forschung geht aber von einer Kontinuität aus und bezeichnet diese antiken Kopfbedeckungen oft auch mit dem (jüngeren) Wort Baschlik. In Persepolis findet sich auf einem Relief neben einem kugeligen Filzhut des Anführers einer Delegation auch ein Schwertbringer mit Baschlik als ballonartige Kugelmütze mit zwei Einbuchtungen über der Stirn.

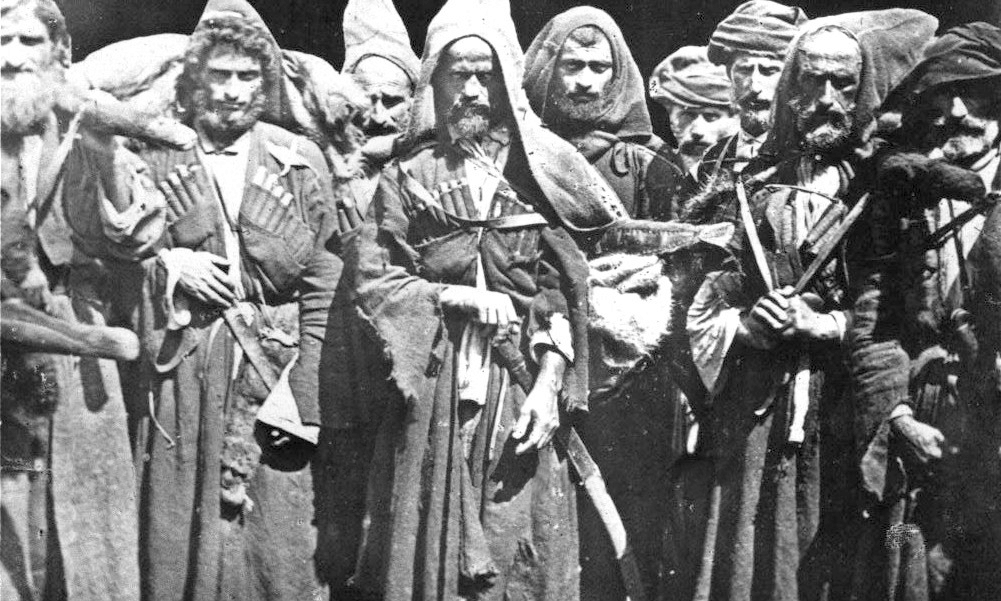
Foto von Abchasen in den 1860er Jahren mit Baschlik

Bereits mittelalterliche Handschriften zeigen Angehörige einiger historischer Steppenvölker, wie der Chasaren, Petschenegen oder Kiptschaken, mit Baschlik.
Von den Völkern des Kaukasus übernahmen spätestens im 18. Jahrhundert die russisch-ukrainischen Kosaken den Baschlik. Von 1862 bis 1917 gehörte er zur Uniform der russischen Armee.

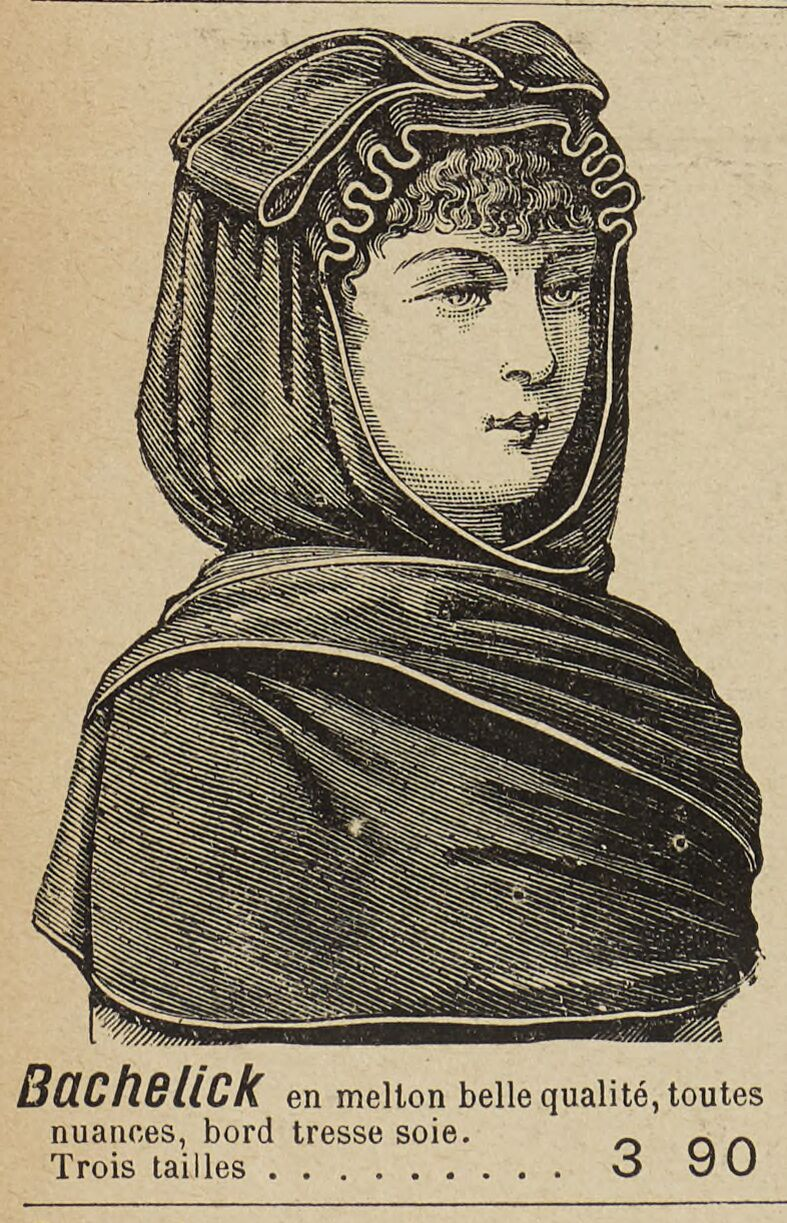
Der Baschlik (französisch ‚Bachelick‘) in der Damenmode, 1886

Der Baschlik wurde wahrscheinlich während der Befreiungskriege 1813 bis 1815 durch die Kosaken nach Deutschland gebracht. Die deutschen Soldaten griffen das Konzept auf und ergänzten ihre Tschakos um Klappen, um ihre Ohren vor Kälte zu schützen und übernahmen die Bezeichnung. Daraus entstand die Baschlikmütze. 
Von der Mitte des 19. Jahrhunderts bis ins frühe 20. Jahrhundert trugen Frauen in Europa hin und wieder zum Schutz vor Kälte und Regen Baschliks. Darauf verweist etwa eine Szene in Thomas Manns Buddenbrooks vn 1901, wo Klara zu Antonie sagt: „‚Nimmst du für heute abend deinen Baschlik mit, Tony!‘ fragte sie wieder. ‚Er wird verregnen. Schade um den neuen Baschlik. Ich halte es für richtiger, daß ihr euren Spaziergang verschiebt …‘“ Ebenso schrieb Leopold von Sacher-Masoch 1910 in seinem Buch Venus im Pelz: „Sie schlüpfte in einen einfachen, schwarzen Samtpaletot und umhüllte ihr Haupt mit einem dunklen Baschlik.“
Heute ist der Baschlik vorwiegend bei den Völkern Kaukasiens und bei Kosaken ein traditionelles Kleidungsstück.